# 背圧
背圧（はいあつ、back-pressure）とは、流れの中の物体下流における圧力である。原動機においては排気側の圧力のことを指す。正常動作できる背圧の最大値を臨界背圧と呼び、排気側の圧力がこれを越えると、吸気側への作動流体の逆流などを起こして大惨事になる。

## ネットワーク
ネットワークにおけるバックプレッシャは、イーサネットフロー制御を参照。

## 関連用語
- 蒸気機関
- 内燃機関
- 排気ブレーキ
- 真空ポンプ
- 背圧タービン
- 動作圧力
- リーク